# Chiosco di hot dog

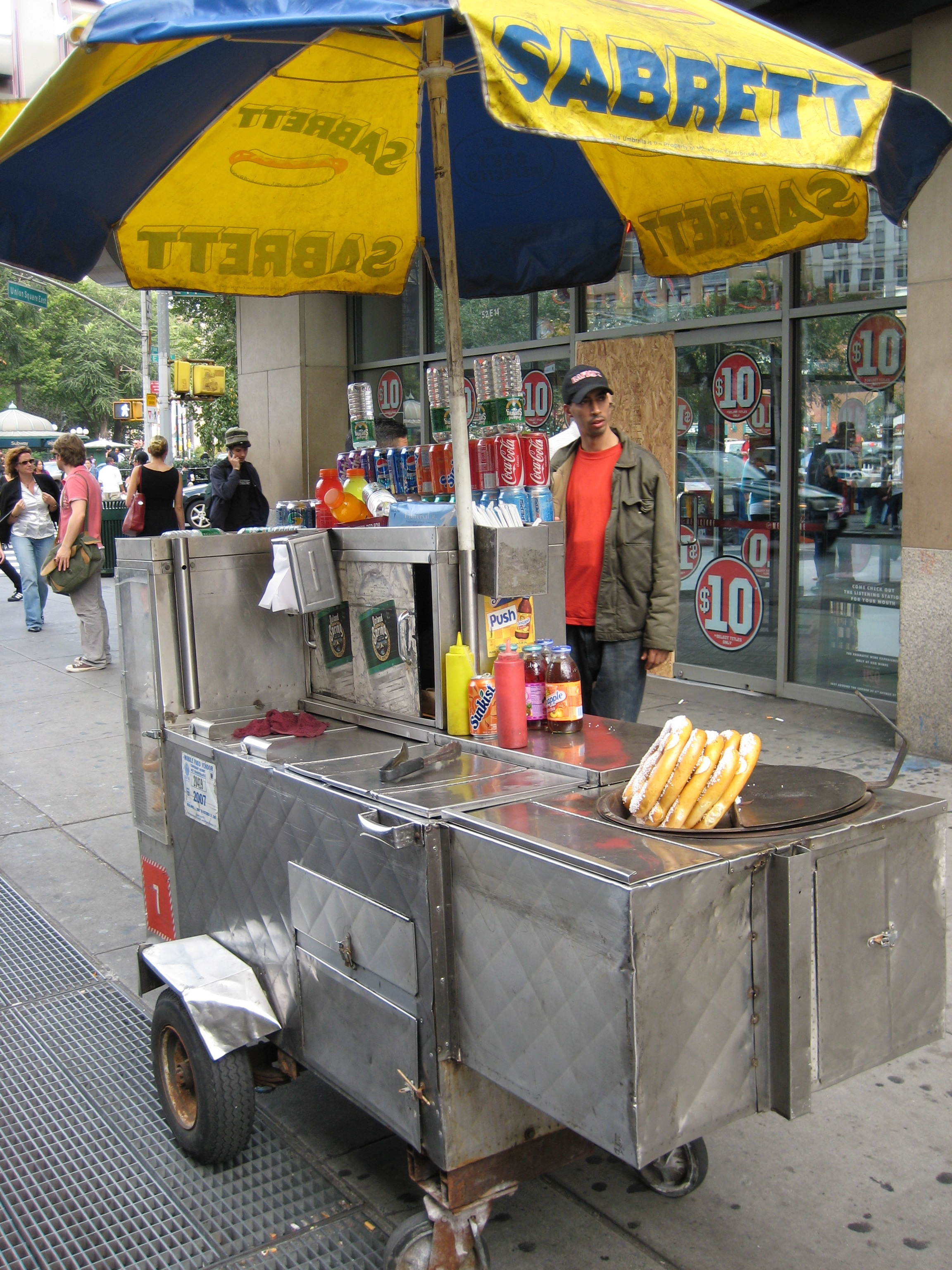
Chiosco di hot dog a New York

Un chiosco di hot dog, anche conosciuto come chiosco degli hot dog o carretto degli hot dog, è una bancarella mobile dotata di strumenti e fornelli appositamente usati per preparare gli hot dog da servire sul posto ai passanti.

## Storia
Le prime bancarelle mobili per hot dog vennero costruite sul finire dell'Ottocento ed erano poste in prossimità dei dormitori studenteschi degli Stati Uniti. Nel 1925 un inventore di New York combinò una bicicletta ad una bancarella mobile fatta per servire gli hot dog. Un anno più tardi, Frances E. Coffey brevettò un altro chiosco munito di piastre da cottura e altri utensili per cuocere gli hot dog.
Nel 2015 l'US Hot Dog Council stimò che il 15% dei circa 10 miliardi di hot dog consumati dagli statunitensi nel 2014 sarebbero stati acquistati in un chiosco mobile.
I chioschi di hot dog sono oggi diffusi in tutti gli USA, specialmente in città come New York, e vengono venduti e prodotti in Europa, Asia, Sud America e Medio Oriente.

## Caratteristiche

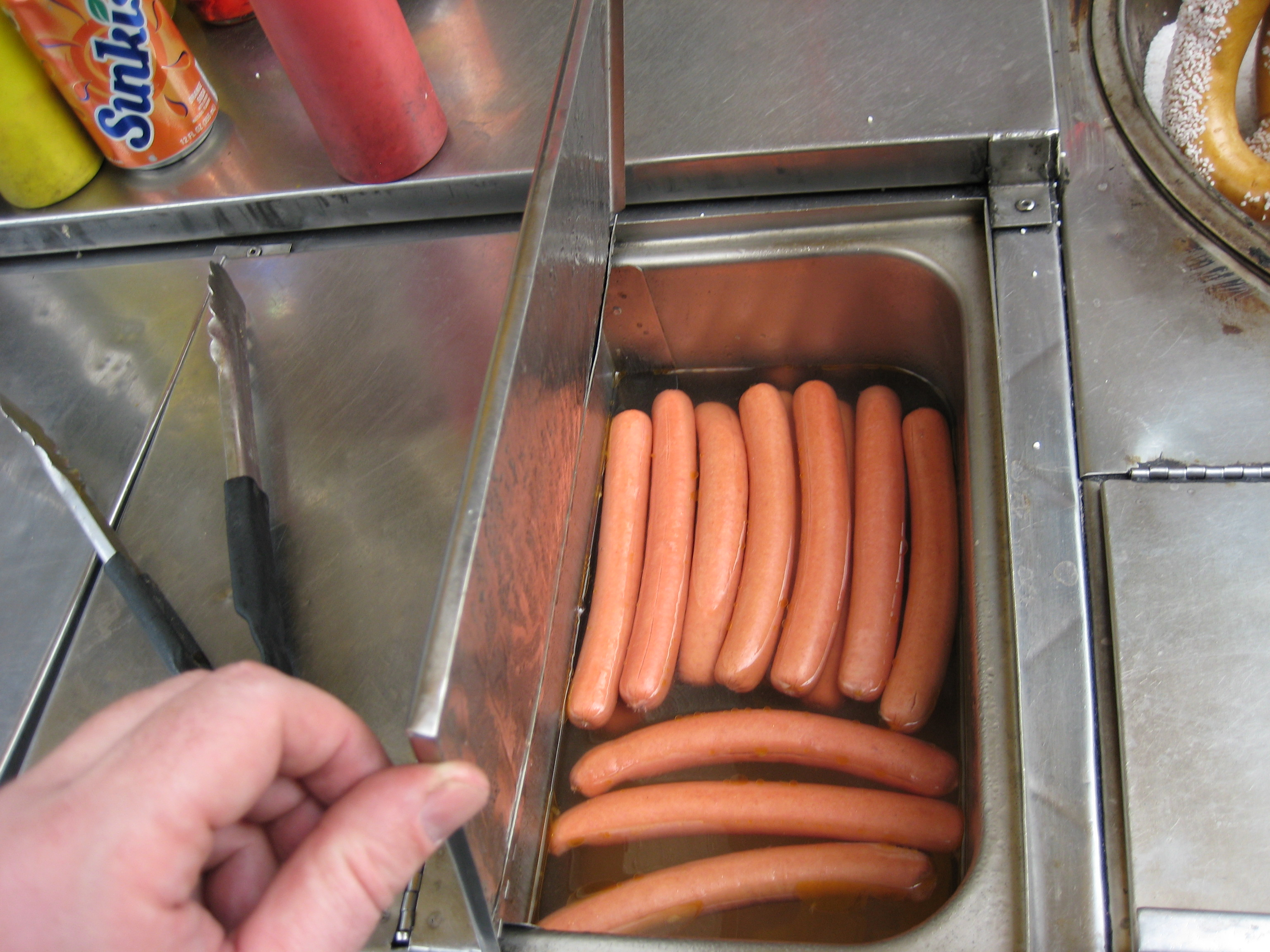
Scomparto di un carretto degli hot dog in cui vengono cotti i würstel a bagnomaria.

Solitamente, un carretto per hot dog è di dimensioni ridotte, ed è munito di tutto l'indispensabile per preparare una varietà piuttosto limitata di pietanze. I würstel da usare come companatico degli hot dog vengono cotti, a seconda del modello di carretto usato, a bagnomaria all'interno di un recipiente (un metodo che viene soprannominato dirty water dogs dagli statunitensi), oppure su una piastra alimentata a propano o apparecchiature sui generis. Ciascuna bancarella presenta anche delle celle frigo per conservare la carne prima di essere cotta, e raffreddare le bevande da servire, nonché dei lavelli per pulire gli utensili. In molti casi, vengono installati degli ombrelloni sui chioschi per proteggere l'addetto alla vendita e i clienti dai raggi del sole, evitare di contaminare il cibo dagli agenti atmosferici, e pubblicizzare la postazione.
I chioschi per hot dog sono generalmente costruiti con materiali resistenti alla corrosione, igienici, e facili da pulire. Sono spesso in acciaio inossidabile, ma alcuni possono anche presentare delle componenti in plastica, legno o fibra di vetro. Il telaio del chiosco può essere comodamente trainato da un veicolo, o guidato se ha incorporata una bicicletta. Il peso delle bancarelle per hot dog è molto variabile: esistono infatti modelli molto leggeri che pesano circa novanta chili, ed esemplari il cui peso supera la mezza tonnellata.

## Norme sanitarie
Esistono alcune norme da rispettare e che servono a garantire la sicurezza alimentare dei cibi serviti nelle bancarelle degli hot dog in tutto il Nord America. Benché esistano delle variazioni da contea a contea, tutti i venditori di hot dog devono seguire un corso mirato a conoscere le norme igieniche per manipolare il cibo e pulire il carretto. Le bancarelle possono essere oggetto di ispezione da parte degli ausiliari del dipartimento della sanità. Inoltre, in alcune aree, è impossibile vendere hot dog a base di carne cruda, e condire gli alimenti contenenti latticini.